# Sara Zahedi
Pour les articles homonymes, voir Zahedi.
Sara Zahedi est une mathématicienne irano-suédoise née en 1981 à Téhéran). Elle travaille dans le domaine de la mécanique des fluides numérique et occupe un poste de professeur assistant en analyse numérique à l'Institut royal de technologie (KTH) de la Suède.

## Prix et distinctions
Elle est l'un des dix gagnants et la seule femme lauréate du Prix EMS pour 2016, « pour ses remarquables recherches concernant le développement et l'analyse d'algorithmes numériques pour les équations aux dérivées partielles avec un accent sur les applications à des problèmes avec la géométrie dynamique »". Le sujet de la conférence de Zahedi pour son Prix EMS concerne ses recherches récentes sur la méthode CutFEM de résolution de problèmes de dynamique des fluides, avec la géométrie des limites évolutives, tels qu'ils peuvent survenir lors de la simulation de la dynamique des systèmes de deux liquides non miscibles. Cette méthode combine la méthode des surfaces de niveau pour représenter les limites du domaine comme des coupures à travers une sous-grille uniforme, avec des techniques de simulation numériques qui peuvent s'adapter aux géométries complexes des cellules de la grille coupées par ces limites.

## Biographie
Zahedi a seulement dix ans lorsque son père est tué par le régime après la Révolution iranienne, sa mère l'envoie alors par ses propres moyens comme réfugiée en Suède, et la rejoint seulement quelques années plus tard,. Elle est attirée par les mathématiques en partie parce qu'elle a mieux compris les mathématiques que la langue suédoise et par la mécanique des fluides en raison de ses applications dans le monde réel. Elle obtient une maîtrise de KTH en 2006, et un doctorat en 2011; sa thèse, intitulée Méthodes Numériques pour les Fluides des Problèmes d'Interface, a été supervisée par Gunilla Kreiss. Après des études postdoctorales à l'Université d'Uppsala, elle est retournée à KTH en tant que professeur assistant en 2014.

## Sélection de publications
- (en) Elin Olsson, Gunilla Kreiss et Sara Zahedi, « A conservative level set method for two phase flow. II », Journal of Computational Physics, vol. 225, no 1,‎ 2007, p. 785–807 (DOI 10.1016/j.jcp.2006.12.027, MR 2346700).
- (en) Peter Hansbo, Mats G. Larson et Sara Zahedi, « A cut finite element method for a Stokes interface problem », Applied Numerical Mathematics, vol. 85,‎ 2014, p. 90–114 (DOI 10.1016/j.apnum.2014.06.009, MR 3239219).
- avec Katarina Gustavsson, Gunilla Kreiss: A conservative level set method for contact line dynamics, Journal of computational physics, Band 228, 2009, S. 6361-6375
- avec P. Hansbo, M. G. Larson: Characteristic Cut Finite Element Methods for Convection-Diffusion Problems on Time Dependent Surfaces, Comput. Meth. Appl. Mech. Engl, Band 293, 2015, S. 431-461